# Seward Glacier
Seward Glacier är en glaciär i Kanada.   Den ligger i territoriet Yukon, i den västra delen av landet, 4 400 km väster om huvudstaden Ottawa. Seward Glacier ligger 1 226 meter över havet. En del av glaciären ligger i Alaska, USA. 
Terrängen runt Seward Glacier är varierad. Trakten runt Seward Glacier är nära nog obefolkad, med mindre än två invånare per kvadratkilometer.. Det finns inga samhällen i närheten.
Trakten runt Seward Glacier är permanent täckt av is och snö.